# 河内一彦
河内一彦（かわち かずひこ）は、日本のパイロット。1925年、日本初の訪欧飛行を行った。フランス製ブレゲ19にて、東京から北へソビエトを進み、その後ベルリン、ストラスブール、パリ、ロンドン、ブリュッセル、リヨンを経て、目的地ローマに到着した。飛行総キロ数17,403kmを所要日数95日、飛行実日数28日、飛行総時間116時間21分で達成した。当時、国民から希望と尊敬の念を込めて「空の四勇士」と呼ばれた4人の飛行士の一人である。